# Aéroport international de Garoua
L’aéroport international de Garoua (code IATA : GOU • code OACI : FKKR) est un aéroport camerounais situé à Garoua, dans la région du Nord. Le nouvel aéroport a été construit en 1980 (l'ancien aéroport a été mis en service dans les années d'après guerre), il s'agit de l'un des quatre aéroports internationaux du Cameroun, avec ceux de Yaoundé-Nsimalen , Douala et Maroua-Salak .La gestion des installations de radionavigation des aéronefs est confiée à l'ASECNA depuis les années 1960.
Selon la Cameroon Civil Aviation Authority, sa capacité est de 1,5 million de passager et 5000 tonnes de fret par an, mais il n’est utilisé qu'à 4%.

## Histoire
En 2021, et dans le cadre de la Coupe d'Afrique des nations de football 2022, des travaux de réfection et des aménagements sont effectués à l'aéroport. L'espace au premier étage, qui était resté pendant des années non utilisé, est rendu opérationnel et sert de zone de dépistage COVID à l'arrivée des délégations qui joueront dans la poule de Garoua. Le 8 janvier, à la veille du début de la compétition, la délégation d'Égypte arrive accompagnée de Mohamed Salah. Ils sont ensuite dirigés vers l'hôtel "Relais Saint Hubert", leur base durant la phase de poule de la CAN 2021.

## CAN 2021
Le 11 janvier 2022, l'aéroport traite 9 vols internationaux dans le cadre de la CAN 2021.
Le vendredi 14 janvier, l'aéroport traite 11 vols internationaux transportant des supporters des équipes de la poule de Garoua.

## Situation
| \| 100 km1:12 607 000 \| Garoua Maroua Ngaoundéré Yaoundé-Ville Yaoundé-Nsimalen Douala Bamenda Bafoussam Ngola Koutaba Kika Mvomeka'a |
| 100 km1:12 607 000 |

## Compagnies aériennes et destinations
| Compagnies | Destinations    |
| ---------- | --------------- |
| Camair-Co  | Douala, Yaoundé |

Actualisé le 16/10/2013

## Statistiques
Pour des raisons techniques, il est temporairement impossible d'afficher le graphique qui aurait dû être présenté ici.

Voir la requête brute et les sources sur Wikidata.